# Astragalus brotherusii
Astragalus brotherusii es una especie de planta del género Astragalus, de la familia de las leguminosas, orden Fabales.
Fue descrita científicamente por D. Podl.